# آیزاک گادفری جفری نابوانا
آیزاک گادفری جفری نابوانا (به انگلیسی: Isaac Godfrey Geoffrey Nabwana) یک فیلمساز و تهیه‌کننده فیلم، اوگاندایی تبار است. بنیانگذار استودیوی فیلم واکالیودد، که به دلیل خشونت بلاعوض در فیلم‌هایش مشهور است.

## زندگی شخصی
نبوانا در زمان رژیم عیدی امین در سال ۱۹۷۳ در اوگاندا متولد شد.